# The Killing (film)
The Killing is een film noir uit 1956 van filmregisseur Stanley Kubrick. Hij had met zijn vorige film Killer's Kiss bewezen dat hij goede en goedkope  misdaadfilms kon maken, waarna hij de rechten kocht van het boek The Snatch van Lionel White. Deze mocht volgens de toen geldende regels echter niet verfilmd worden en de rechten werden omgewisseld met de rechten van de misdaadroman Clean Break van dezelfde auteur.

## Verhaal
Het verhaal gaat over een crimineel die net uit de gevangenis is gekomen en meteen alweer plannen maakt voor een overval op de paardenrenbaan. Hij doet dit samen met een team van meedogenloze onderwereldfiguren. De overval moet tijdens een paardenrace van 1 mijl plaatsvinden, deze duurt slechts 60 seconden.
De film bestaat uit drie delen: eerst de voorbereiding op de overval, dan de uitvoering en daarna wat er met de overvallers verder gebeurt. Het eerste gedeelte laat op een realistische, bijna documentaire manier zien hoe de overvallers zich voorbereiden.
Kubrick liet de overval vier keer zien, ieder keer precies 60 seconden en iedere keer gezien vanuit het standpunt van een andere overvaller. Eerst vanuit de man die met z'n geweer voor afleiding moet zorgen door een renpaard dood te schieten, daarna vanuit de man die twee bewakers bij de deur van het kassaloket afleidt, daarna vanuit de overvaller die het kassapersoneel bedreigt en uiteindelijk vanuit de man die wegrijdt met het geld.
Deze manier van vertellen werd later door tal van regisseurs overgenomen. De film heeft veel invloed gehad op bijna alle andere misdaadfilms waarin een overval voorkomt. Zo gaf Quentin Tarantino te kennen dat hij Reservoir Dogs grotendeels had gebaseerd op deze film.

## Rolverdeling
| Acteur             | Personage            |
| ------------------ | -------------------- |
| Sterling Hayden    | Johnny Clay          |
| Coleen Gray        | Fay                  |
| Vince Edwards      | Val Cannon           |
| Jay C. Flippen     | Marvin Unger         |
| Elisha Cook Jr.    | George Peatty        |
| Marie Windsor      | Sherry Peatty        |
| Ted de Corsia      | Randy Kennan         |
| Joe Sawyer         | Mike O'Reilly        |
| James Edwards      |                      |
| Timothy Carey      | Nikki Arcane         |
| Tito Vuolo         | Joe "Piano"          |
| Joe Turkel         | Tiny                 |
| Jay Adler          | Leo the Loanshark    |
| Kola Kwariani      | Maurice Oboukhoff    |
| Dorothy Adams      | Mrs. Ruthie O'Reilly |
| Rodney Dangerfield |                      |